# Elizabeth DuBois
Elizabeth DuBois (ur. 19 października 1912 w Chicago, zm. 15 października 1963 w Dubuque) – amerykańska panczenistka.
Największe sukcesy w karierze osiągnęła w 1932 roku, kiedy brała udział w pokazowych zawodach łyżwiarstwa szybkiego podczas igrzysk olimpijskich w Lake Placid. Zwyciężyła tam na dystansie na 1000 m, a w biegu na 500 m była druga za Kanadyjką Jean Wilson, a przed swą rodaczką Kit Klein. Brała także udział w biegu na dystansie 1500 m, ale nie awansowała do finału. Nigdy nie wystąpiła na mistrzostwach świata.